# IC 4390
IC 4390 ist eine Balken-Spiralgalaxie vom Hubble-Typ SBb im Sternbild Zentaur am Südsternhimmel, welche etwa 87 Millionen Lichtjahre von der Milchstraße entfernt ist.
Das Objekt wurde im Jahre 1899 von DeLisle Stewart entdeckt.